# Enforcer (Eishockey)
Ein Enforcer ist ein Eishockeyspieler (vornehmlich in Nordamerika), der die Stürmerstars innerhalb der eigenen Mannschaft beschützt, damit diese sich in vollem Umfang auf ihr Spiel konzentrieren können. Durch Bodychecks, aggressive Aktionen oder provozierte Schlägereien versucht er, den Spielfluss des Gegners zu unterbrechen und diesen abzulenken. Gute Eishockeyspieler, die gleichzeitig Tore erzielen und sich verteidigen müssen, sind verletzungsanfälliger und ihre Kräfte werden – gerade in der langen NHL-Saison – schnell verschlissen. Als Beispiel sei hier der Stürmer Eric Lindros genannt, der in seiner Karriere zahlreiche Gehirnerschütterungen erlitt.
Einer der bekanntesten Enforcer ist Dave „The Hammer“ Schultz, der mit 472 Minuten auf der Strafbank den NHL-Saisonrekord hält. Meistens übernehmen Reservespieler diese Aufgaben, doch exzellente Stürmer, die gleichzeitig Enforcer waren, waren u. a. Gordie Howe, Jarome Iginla oder Tiger Williams (hält mit 3966 Strafminuten den NHL-Karriererekord). Howe ist der Namenspate des inoffiziellen Gordie Howe Hattrick, den man „erzielt“, wenn man im selben Spiel ein Tor, einen Assist und einen Faustkampf verbucht: Rick Tocchet ist hierbei der Rekordhalter (18).
Mitunter wird ein Enforcer auch als Goon bezeichnet, Letzteres ist jedoch eher abfällig im Sinne eines „tumben Schlägertyps“ zu betrachten. Im Gegensatz zum Enforcer wird ein Goon in der Regel nur für eine Schlägerei oder eine unfaire Aktion aufs Feld geschickt und kommt so in manchen Spielen auf Eiszeiten von unter 10 Sekunden. In den deutschsprachigen Ligen wird der Enforcer meistens als Guard bezeichnet.
Nachdem 2011 mit Derek Boogaard, Rick Rypien und Wade Belak gleich drei aktive Enforcer aus der National Hockey League starben und bekannt wurde, dass alle drei an Depressionen litten, geriet die Rolle des Enforcers in die Diskussion.